# Ellen Geer
Ellen Ware Geer (ur. 29 sierpnia 1941) – amerykańska aktorka, profesor, scenarzysta, reżyser i dyrektor teatru.

## Filmografia
- Petulia (1968)
- The Reivers (1969)
- Kotch (1971)
- Harold i Maude (1971)
- Over the Edge (1979)
- Serce do jazdy (1983)
- Something Wicked This Way Comes (1983)
- Creator (1985)
- Lonely Hearts (1991)
- Czas patriotów (1991) jako Rose
- Stan zagrożenia (1994) jako Rose
- Fenomen (1996)
- Wysłannik przyszłości (1997)
- The Odd Couple II (1998)
- Criminal (2004)
- Our House (2006)
- Gotowe na wszystko (2007) jako Lilian Simms